# スロボダン・プラリャク
- スロボダン・プラリャク[1][2][3]
- スロボダン・プラリヤック[4][5][6][7][8]
- スロボダン・プラリャック[9]

スロボダン・プラリャク（Slobodan Praljak、1945年1月2日 - 2017年11月29日）は、ボスニア・ヘルツェゴビナ紛争においてクロアチア防衛評議会の幹部を務めた人物。
紛争中の人道に対する罪により旧ユーゴスラビア国際戦犯法廷 (ICTY)　で禁固20年の判決が下され、「私は戦争犯罪人ではない」と叫びその場で服毒自殺した。判決から毒をあおるまでの一部始終はICTYのウェブサイトとバルカン半島で生放送され、世界中に衝撃を与えた。
日本語では表記ゆれがあり、他にスロボダン・プラリヤック、スロボダン・プラリャックといった表記がある。

## 経歴
スロボダン・プラリャクは1945年、チャプリナ（現ボスニア・ヘルツェゴビナ南部）で生まれた。1970年から1972年にかけてザグレブ大学で4個の学位を取得し、紛争以前の1970年代から1980年代には哲学や社会学の教師、演劇の演出家、テレビ映画やドキュメンタリーのプロデューサーなどをしていた。
1991年にユーゴスラビア紛争が起きると彼はクロアチア軍に加わり、同年に少将に昇進した。また、1993年にはクロアチア防衛評議会 (HVO) の司令官となった。

### ICTYの判決と自殺
紛争の終結後は実業家をしていたスロボダン・プラリャクは旧ユーゴスラビア国際戦犯法廷 (ICTY) で人道に対する罪に問われることになった。2004年にはハーグにあるICTYの法廷に出頭したが、このときは仮釈放された。だが、2012年に再度収監され、2013年に禁固20年の判決が下された。2017年11月29日、上訴審判決で禁固20年が確定すると「スロボダン・プラリャクは戦争犯罪人ではない。私は法廷の判決を認めない」と言い、裁判官の制止を無視して小瓶に入った液体をあおった。審理は中断され救急車が呼ばれたが、彼は搬送先の病院で死亡した。11月30日、オランダ検察庁は彼の飲んだ小瓶から致死毒が検出されたと公表した。12月1日、オランダ検察庁は彼の血液からシアン化カリウム、いわゆる青酸カリが検出されたという初期検死結果を発表し、声明で青酸カリによる心不全が死因だろうと推定を述べた。

### 追悼
彼の死後数週間にわたり、クロアチアとボスニアではクロアチア人が彼を称えて町の広場で花を手向け蝋燭を灯した。プラリャクは出身地のチャプリナでは英雄視されており、死後にはプラリャクの中央広場で数百本のろうそくを使って「Praljak」の名前が描かれた。モスタルでは、彼の死から数時間後にボスニア人のムスリムが住む東部とクロアチア人が住む西部の境界線上で警察が警備にあたり、また当日の夜遅くにはプラリャクを支持する約1000人のクロアチア人が広場に集まりろうそくに火をともした。12月11日にはクロアチアの首都ザグレブでプラリャクを称える式典が開催されて約2000人が参加した。

## 裁判
スロボダン・プラリャクはフラニョ・トゥジマン大統領と最終目的を共有していたとされ、1992年から1995年にかけてモスタル市で発生した戦争犯罪で有罪となった。彼は当時モスタル市の包囲に関わっていたのだが、1993年夏にプロゾールで兵士らがムスリムを次々と拘束していたこと、また国際機関への襲撃、スタリ・モストやモスクの破壊などを知りながら本格的な対策をとらなかったとして「人道に対する罪」に問われた。
元『ガーディアン』の記者エド・バリアミーは1993年9月、プラリャクの許可を得て彼の指揮下にあったドレテリ強制収容所を取材しており、当時ボスニアのムスリム（ボシュニャク人）が虐待を受け、餓死し、殺害されていたことを証言する一方、プラリャクが直接命じた行為なのかは分からないと述べている。

## ICTYの判決と自殺への意見
クロアチアの大統領コリンダ・グラバル＝キタロヴィッチは、クロアチア人は同胞がボスニアで犯した罪を認めるべきだと述べる一方で、クロアチア国民はプラリャクの死を非常に悲しんでいると語った。ICTYでドイツ人としては初めて判事を務めたヴォルフガング・ションブルクは、「このような形で自らの命を絶つのは悲劇だ。我々はこれについて真っ先によく考えなくてはならない」と語り、過去にもセルビア急進党の設立者ヴォイスラヴ・シェシェリなど自殺未遂の前例があったと指摘している。
ボスニア・ヘルツェゴビナの大統領評議会のクロアチア人代表であるドラガン・チョービッチは、プラリャクは自殺することで自身が戦争犯罪人ではないと証明するための覚悟を示したと語った。クロアチアの首相であるアンドレイ・プレンコビッチは彼の死に遺憾の意を示し、同日に上訴審判決を受けたスロボダン・プラリャクらHVO幹部6人に「道義的不正」が行われていると述べてICTYの判決を批判した。また、プラリャクの担当弁護士は『BBC』の取材に対し、彼の死は自身の無実を確信していたからだろうと述べ、国際法廷は「個人の責任を裁くだけでなく、民族や国家や歴史そのものを裁こうとしている」と批判した。